# مايا مانولوفا
مايا مانولوفا (بالبلغارية: Мая Божидарова Манолова، من مواليد 4 مايو 1965) سياسية بلغارية وزعيمة الحركة السياسية Stand Up.BG. كانت في السابق نائبة الرئيس ونائبة في الجمعية الوطنية البلغارية، وكذلك أمين المظالم الوطني في بلغاريا.

## السيرة الشخصية
ولدت مانولوفا في 4 مايو 1965 في كيوستينديل. التحقت بجامعة كومسومول السوفيتية في موسكو وحضرت لمدة عامين دورات في القانون والاقتصاد في الجامعة البلغارية للاقتصاد الوطني والعالمي، بالإضافة إلى إكمال برنامج متخصص في الإدارة الاجتماعية. كانت مانولوفا محامية مسجلة في مسقط رأسها كيوستينديل من 1998 إلى 2015.

## الحياة السياسية

### عضو ونائب رئيس الجمعية الوطنية
أصبحت عضوًا في جمعية بلغاريا الوطنية، ممثلة الحزب الاشتراكي البلغاري في أغسطس 2005، وشاركت في العديد من اللجان البرلمانية.
في عام 2008 تولت السيطرة على فرع كيوستينديل في الحزب الاشتراكي.
بعد الانتخابات البرلمانية البلغارية لعام 2013، تم انتخابها نائبة لرئيس الجمعية الوطنية البلغارية. فقدت هذا المنصب بعد خروج حزبها من الحكومة بعد الانتخابات البرلمانية البلغارية عام 2014، ولكن أعيد انتخابها كعضو في الجمعية الوطنية لولاية أخرى.

### ديوان المظالم
تم تعيين مانولوفا في منصب أمين المظالم في بلغاريا من قبل الجمعية الوطنية في 20 أكتوبر 2015. على الرغم من أن حزب مواطنون من أجل التنمية الأوروبية في بلغاريا الحاكم أكبر منافس لحزبها الاشتراكي، رفض في البداية ترشيحها، فقد صوت في النهاية لصالحه بعد كل المجموعات البرلمانية الأخرى في الحزب الوطني. أعلن التجمع دعمهم لها. تركت الحزب الاشتراكي لتتولى منصبها الجديد، لأن القانون البلغاري لا يسمح لأمين المظالم أن يكون عضوا في حزب سياسي.
كانت مانولوفا نشطة للغاية خلال فترة عملها كمحقق شكاوى، حيث ساعدت في دفع العديد من القوانين التاريخية حيث قدمت نفسها على أنها «مدافعة عن الصغار»، مما جعلها تحظى بشعبية كبيرة بين الجمهور البلغاري. بحلول أوائل عام 2019 كانت واحدة من السياسيين البلغاريين الوحيدين (الآخر هو الرئيس رومين راديف) مع نسبة تأييد أعلى من 50٪. استقالت من منصب أمين المظالم في أوائل سبتمبر 2019، مستشهدة بـ «الإهمال المنهجي لمؤسسة أمين المظالم» و«الافتقار إلى الإرادة السياسية» من قبل الجمعية الوطنية، فضلاً عن نيتها الترشح لمنصب عمدة صوفيا عاصمة بلغاريا وأكبر مدنها.

### مرشحة عمدة صوفيا
بعد استقالتها من منصب أمين المظالم، دخلت في السباق لمنصب عمدة صوفيا في الانتخابات المحلية البلغارية لعام 2019 كمرشحة مستقلة دون انتماء رسمي إلى حزب سياسي. ومع ذلك قرر فرع صوفيا للحزب الاشتراكي البلغاري دعم ترشيحها والمصادقة عليه رسميًا بعد عدة أيام في 11 سبتمبر. اعتُبر ترشيحها بمثابة أول تحدٍ يساري خطير لمنصب عمدة صوفيا منذ نهاية الفترة الاشتراكية، حيث كان يُنظر إلى صوفيا بعد نهاية تلك الفترة على أنها انتخابات آمنة للغاية لـ مواطنون من أجل التنمية الأوروبية في بلغاريا ومعقل للوسط والسياسة اليمينية واليمينية.
بعد الجولة الأولى من الانتخابات حصلت مانولوفا على جولة الإعادة، حيث واجهت عمدة صوفيا يوردانكا فانداكوفا من حزب مواطنون من أجل التنمية الأوروبية الحاكم في بلغاريا. على الرغم من فشل منافستها فاندالكوفا في الحصول على أغلبية الأصوات حتى في الجولة الثانية من الانتخابات، إلا أنها تم انتخابها عمدة لصوفيا، حيث تمكنت من التفوق على مانولوفا بحوالي 4٪ من الأصوات.
أعربت مانولوفا عن شكوكها في نزاهة الانتخابات، معربة عن رأي مفاده أن «الحركة السرية البلغارية بأكملها قد تم حشدها» لتأرجح الانتخابات لصالح خصمها.
بعد أسبوع من التصويت قدمت مانولوفا طلبًا رسميًا إلى القضاء البلغاري لإلغاء الانتخابات في صوفيا وإعادة إجرائها، وقدمت 14 ملفًا لما وصفته بأنه دليل على «الانتهاكات الجسيمة» لقانون الانتخابات البلغارية وقانونها، والتي اعتبرتها قوض نزاهة الانتخابات وحرف نتيجتها.
بالإضافة إلى ذلك رفعت دعوى مدنية أخرى مقابل 15.000 ليف بلغاري ضد رئيس الوزراء البلغاري وزعيمة حزب الاتحاد الوطني البلغاري بويكو بوريسوف شخصيًا. واتهمت بوريسوف بتعليقات «كاذبة» و «تشهيرية» بسبب تصريح أدلى به في مقابلة تلفزيونية في الفترة التي سبقت الجولة الثانية من الانتخابات، والتي اتهمها فيها بشراء أصوات من جماعة الروما بشكل غير قانوني في أحد أقاليم صوفيا والمقاطعات. وتعهدت بأنه في حالة منحها، فإنها ستتبرع بكل العائدات لتمويل بناء ملعب للأطفال في تلك المنطقة.

### مشروع سياسي
في أواخر عام 2019 بعد انتخابات بلدية صوفيا أطلقت مانولوفا مشروعًا سياسيًا أطلق عليه اسم Stand Up.BG، والذي ذكرت أنه لن يصبح حزباً سياسياً أو ينتسب إلى مثل هذا الحزب، لكنه سيعزز المطالب السياسية ضد الحكومة البلغارية. وذكرت أنها لن تترشح لرئاسة الحزب الاشتراكي البلغاري، ولا لمنصب رئيس بلغاريا، وبدلاً من ذلك ستكرس عملها لمشروعها الجديد. ووصفت المشروع بأنه «منصة مدنية» على المستوى الوطني، والتي تهدف إلى تنسيق إجراءات المواطنين الأفراد والمنظمات غير الحكومية «لمحاربة الاحتكارات والبناء المفرط ومن أجل أجور المعيشة، وبيئة عمل عادلة، وتخفيف العبء الإداري عن المواطنين وتأمين انتخابات نزيهة».
بعد الانتخابات البرلمانية البلغارية في أبريل 2021، التحالف الذي قادته: انهض! المافيا، اخرج! كان جزءًا من الدورة 45 للجمعية الوطنية البلغارية. خلال هذه الجمعية الوطنية ترأست مانولوفا لجنة برلمانية قامت بمراجعة حكم 11 عامًا لـ حزب مواطنون من أجل التنمية الأوروبية.

## الحياة الشخصية
كانت مانولوفا متزوجة من ميلين مانولوف، ضابط جمارك من مسقط رأسها. كان لديها ابنة واحدة من هذا الزواج. طلقته عام 2007. تزوجت أنجيل نايدينوف وهو سياسي من الحزب الاشتراكي في 2 أكتوبر 2016. تتحدث مانولوفا الإنجليزية والروسية بالإضافة إلى لغتها الأم البلغارية.